# Friedrich Freiherr von Hotze
Friedrich Freiherr von Hotze (20 de abril de 1739 - 25 de septiembre de 1799) fue un militar oriundo de Suiza, general del ejército austríaco durante las Guerras Revolucionarias francesas. Hizo campaña en Renania durante la Guerra de la Primera Coalición y en Suiza en la Guerra de la Segunda Coalición, especialmente en la Batalla de Winterthur a finales de mayo de 1799 y la Primera Batalla de Zúrich a principios de junio de 1799. Fue asesinado en la Segunda Batalla de Zúrich.
Hotze nació el 20 de abril de 1739 en Richterswil en el Cantón de Zúrich, en la Antigua Confederación Suiza (actual Suiza). De niño, se graduó en el Carolinum de Zúrich y realizó estudios en la Universidad de Tübingen. En 1758 ingresó al servicio militar del duque de Württemberg y fue ascendido a capitán de caballería; hizo campaña en la Guerra de los Siete Años, pero no combatió. Más tarde, sirvió en el ejército ruso en la Guerra de Rusia con Turquía (1768 - 1774).
Su actitud servicial con José II le significó una comisión en el ejército imperial austríaco y participó en la breve Guerra de Sucesión de Baviera (1778 - 1779). Se le caracterizó como un comandante diligente y creativo, lo cual le permitió ascender rápidamente de rango. Su campaña en la Guerra de la Primera Coalición, particularmente en la Batalla de Würzburg, le valió la Cruz de Caballero de la Orden Militar de María Teresa y, en 1798, la Cruz de Comendador. El Archiduque Carlos lo puso al mando de la línea austriaca en la Primera Batalla de Zúrich en 1799. Murió alcanzado por el fuego de un mosquete francés, en una mañana neblinosa cerca de Schänis, en el Cantón de San Galo, el 25 de septiembre de 1799.

## Niñez y carrera temprana
Friedrich Hotze era el segundo hijo de Johannes Hotze, un médico y cirujano del servicio militar de Hesse y su esposa Juditha Gessner, nacida en Zúrich. Hotze provenía de una antigua familia suiza y era primo de Heinrich Pestalozzi, el pedagogo y reformador en temas de educación. De joven, Hotze estudió en el renombrado Gymnasium Carolinum (Zúrich). Posteriormente asistió a la Universidad de Tübingen. En octubre de 1758, Hotze ingresó al servicio militar del duque de Württemberg, en un regimiento de húsares como cadete oficial (alférez).  En 1759, fue ascendido a teniente y, en 1761, a capitán de caballería (o Rittmeister). Dejó el servicio del duque cuando este y los estados de Württemberg tuvieron un desacuerdo sobre asuntos financieros relacionados con el mantenimiento de un ejército permanente, y entró al servicio del rey de Prusia, donde permaneció hasta el final de la Guerra de los Siete Años (1756 - 1763). Después de servir en Prusia, se tomó unas breves vacaciones en Suiza.
En mayo de 1768, Hotze entró al servicio de Catalina II, la zarina de Rusia, pero solo como teniente de un regimiento de dragones, el llamado Ingermannland, llamado así por el territorio entre el lago Peipus, el río Narva y el lago Ladoga, en el antiguo Gran Ducado de Novgorod. Participó en varias batallas en el conflicto de Rusia con el Imperio Otomano, atrayendo la atención del mariscal de campo Alexander Suvorov durante la batalla en Giurgiu, en el bajo Danubio, durante la cual fue herido. Suvarov lo elogió por su valentía y lo ascendió a mayor (Comandante).

## Servicio con los Habsburgo
La guerra entre Rusia y el Imperio Otomano concluyó con el Tratado de Küçük Kaynarca, firmado el 21 de julio de 1775.  En 1776, Hotze regresó a su casa cerca de Zúrich.  En el viaje de regreso, se detuvo en Viena, para presentarse al emperador José II, y buscar que lo nombren como mayor en el ejército imperial austríaco. Cuando José viajó a Hüningen cerca de Basilea, en el Alto Rin en 1777, Hotze se presentó una vez más, tras lo cual finalmente consiguió una comisión de mayor en el Regimiento 26 de Coraceros. Su regimiento sirvió en el campo durante la breve Guerra de Sucesión de Baviera (1778 - 1779). Sirvió durante un corto tiempo con el regimiento de coraceros Marqués de Voghera en Hungría, y regresó con este regimiento a Viena en 1783. En 1784, fue ascendido a teniente coronel (Oberstleutnant) y se le dio el comando del primer cuerpo de lanceros de Galitzia, con el cual, en 1795, se transformó en el 1. Regimiento de Lanceros.
La experiencia de Hotze, sumado a su gran preparación y organización militar le dio una ventaja para establecer a los lanceros como un nuevo brazo de combate. Reconociendo la importancia de los lanceros como parte de la fuerza armada austriaca, desarrolló programas de organización, entrenamiento y capacitación. El Emperador lo nombró comandante de estos cuerpos, con el rango de coronel. En 1787, regresó temporalmente a Rusia, esta vez para establecer una fuerza similar en el ejército de Catalina la Grande. Al estallar la guerra fronteriza entre el Imperio Otomano y Austria, regresó a Austria y tomó el mando de su regimiento.

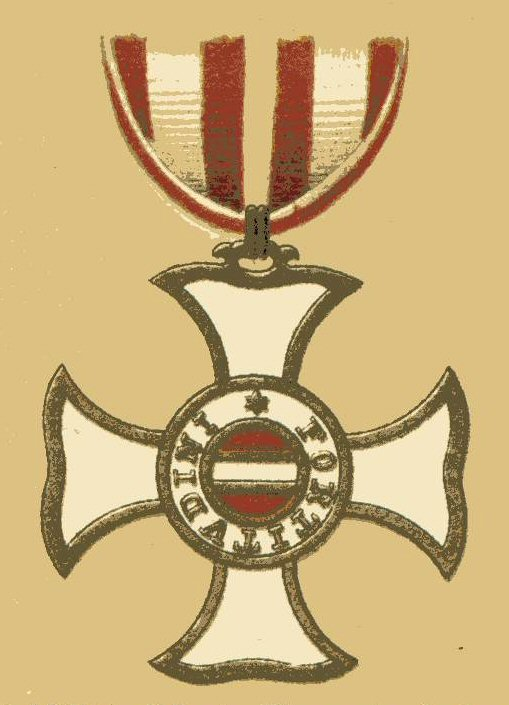
Insignia de la Orden de María Teresa. Hotze recibió este premio por sus acciones en la campaña de Würzburg.

## Guerras Revolucionarias francesas
En un principio, los gobernantes de Europa vieron a la revolución en Francia como un evento entre el rey francés y sus súbditos, y no como algo en lo que debían interferir. En 1790, Leopoldo sucedió a su hermano José como emperador y en 1791 tuvo mayor preocupación por la situación que rodeaba a su hermana María Antonieta y a sus hijos. En agosto de 1791, en consulta con nobles franceses y Federico Guillermo II de Prusia, emitió la Declaración de Pillnitz, en la que declaraban que los intereses de los monarcas de Europa eran los mismos que los intereses de Luis y su familia. Amenazaron con consecuencias ambiguas, pero bastante graves, si algo le sucedía a la familia real.
La posición francesa se volvió cada vez más compleja. Agravando aún más los problemas en relaciones internacionales, los émigrés franceses continuaron moviéndose para lograr una contrarrevolución desde el extranjero. Entre los principales se encontraban el Príncipe de Condé, su hijo, el Duque de Bourbon, y su nieto, el Duque de Enghien. Desde su base en Coblenza, adyacente a la frontera franco-alemana, buscaron el apoyo directo de las casas reales de Europa para concretar una intervención militar, formando así un ejército. El 20 de abril de 1792, la Convención Nacional francesa declaró la guerra a Austria. En esta Guerra de la Primera Coalición (1792 - 1798), Francia se enfrentó a la mayoría de los estados europeos con los que compartía fronteras terrestres o marítimas, además de Portugal y el Imperio Otomano.

### Guerra de la Primera Coalición
En abril de 1792, Hotze y su regimiento se unieron al Cuerpo autónomo de Austria bajo el mando de Paul Anton II, Conde von Esterházy en Breisgau. aunque no tomaron parte en ningún enfrentamiento militar. A principios de 1793, Hotze y su regimiento fueron asignados al ejército del Alto Rin, comandado por el general de caballería Dagobert Sigmund von Wurmser, momento en el que Hotze fue ascendido a mayor general. Como comandante de la tercera columna, jugó un papel esencial en el asalto de la línea en Wissembourg y Lauterburg, por lo que fue galardonado con la Cruz de Caballero de la Orden Militar de María Teresa. En el año siguiente, 1794, fue asignado al cuerpo armado del Príncipe von Hohenlohe-Kirchberg, en la orilla izquierda del Rin, y más tarde, de mayo a septiembre en Heiligenstein en el Rin, Schweigenheim, Westheim y Landau in der Pfalz, contra el ejército francés comandado por el general de división Louis Desaix.
En cada una de estas asignaciones, Hotze demostró ser un general confiado y valiente contra el poderoso ejército francés de Mosela. En reconocimiento, fue ascendido a Feldmarschall-leutnant (Teniente mariscal de campo), un rango inusual para un hombre de una familia no aristocrática. También fue elevado al rango de barón (Freiherr) por el emperador Francisco II. En la campaña de 1795, sirvió nuevamente bajo el mando de Wurmser; sus tropas aseguraron posiciones en Renania cerca de Mannheim y más tarde participaron en enfrentamientos en Edighofen y Kaiserslautern.
En la Batalla de Neresheim (11 de agosto de 1796), Hotze comandó 13 batallones y 28 escuadrones de caballería, un total de 13,300 hombres, y formó el centro de la línea del Archiduque Carlos. A pesar de que la fuerza de Hotze logró expulsar a los franceses de varias aldeas, sus fuerzas no eran lo suficientemente fuerte como para mantener la ventaja. Después de las acciones en Neresheim, sus fuerzas participaron en las batallas conjuntas de Neumarkt y Lauf, seguidas de la batalla de Würzburg el 3 de septiembre de 1796. Durante estas consecutivas acciones, la organización e iniciativa de Hotze lograron aplastar a las líneas francesas. Por sus acciones en estas campañas, fue premiado con un ascenso el 29 de abril de 1797, y recibió la Cruz de Comendador de la Orden de María Teresa.

### Paz y el Congreso de Rastatt
Las fuerzas de la Coalición —Austria, Rusia, Prusia, Gran Bretaña, Cerdeña, entre otras— lograron varias victorias en Verdún, Kaiserslautern, Neerwinden, Mainz, Amberg y Würzburg. Si bien tuvo un mayor éxito en el norte, en Italia, los logros de la Coalición fueron más limitados. A pesar de la presencia del más experimentado de los generales austríacos, Dagobert Wurmser, los austriacos no pudieron levantar el sitio de Mantua, y los esfuerzos de Napoleón en el norte de Italia empujaron a las fuerzas austriacas a la frontera de las tierras de los Habsburgo. Napoleón dictó un alto el fuego en Leoben el 17 de abril de 1797, que llevó al tratado de paz formal, el Tratado de Campo Formio, que entró en vigor el 17 de octubre de 1797.
El tratado convocó a reuniones a las partes involucradas, para resolver los detalles territoriales y remunerativos exactos. Estos iban a ser convocados en una pequeña ciudad en el centro de Renania, Rastatt, cerca de la frontera francesa. Los principales combatientes de la Primera Coalición, Francia y Austria, sospechaban de los motivos del uno y del otro, haciendo que el Congreso se descarrile rápidamente en irreconciliables posturas diplomáticas. Los franceses exigieron más territorio de lo acordado originalmente. Los austríacos eran reticentes a ceder los territorios designados. Los delegados de Rastatt no pudieron, o no quisieron, manejar la transferencia de los territorios acordados para compensar las perdidas de los príncipes alemanes. Se agravaron los problemas del Congreso, ya que aumentaron las tensiones entre Francia y la mayoría de los aliados de la Primera Coalición. Fernando de Nápoles se negó a pagar el tributo acordado a Francia, y sus súbditos siguieron esta negativa con una rebelión. Los franceses invadieron Nápoles y establecieron la República Partenopea. Un levantamiento republicano en los cantones suizos, alentado por la República Francesa que ofreció apoyo militar, condujo al derrocamiento de la Confederación Suiza y al establecimiento de la República Helvética.
Otros factores contribuyeron al aumento de las tensiones. En su camino a Egipto en 1798, Napoleón se detuvo en la isla de Malta y sacó por la fuerza a los Hospitalarios de sus posesiones. Esto enfureció a Pablo, zar de Rusia, quien era el jefe honorario de la Orden. Además, el Directorio francés estaba convencido de que los austriacos estaban conspirando para iniciar otra guerra. De hecho, cuanto más débil parecía la República Francesa, más seriamente los austriacos, los napolitanos, los rusos y los ingleses discutían esta posibilidad.

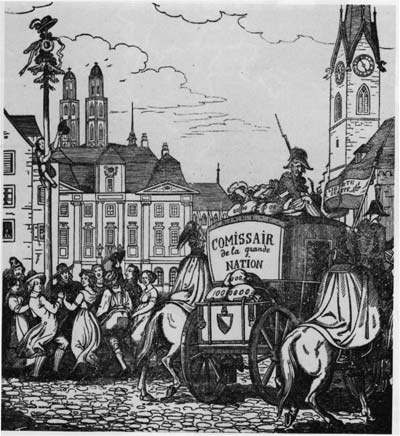
En esta caricatura sobre la República Helvética en el 8 de mayo de 1798. La gente de Zúrich baila alrededor de un árbol como un símbolo de libertad y revolución mientras las tropas francesas se llevan el tesoro de la ciudad-estado derrocada de Zúrich. Como oficial del ejército de los Habsburgo, Hotze perdió su ciudadanía suiza después de la Revolución Suiza.

### Estallido de la guerra en 1799
Con la firma del Tratado de Campo Formio el 17 de octubre de 1797, Hotze dejó de servir a Austria y regresó a su hogar en Suiza. Apenas había llegado cuando el gobierno de la Confederación Suiza en Berna fue derrocado, con la ayuda del Directorio francés. Entonces regresó a Austria y fue recibido con una nueva comisión y un nuevo comando.  Ya se encontraba en las regiones fronterizas entre Suiza, Austria y Liechtenstein cuando la guerra estalló nuevamente en 1799. El archiduque Carlos de Austria, posiblemente uno de los mejores comandantes de la Casa de Habsburgo, había tomado el mando del ejército austríaco a finales de enero. A pesar de que Carlos estaba descontento con la estrategia adoptada por su hermano, el emperador del Sacro Imperio Romano Germánico Francisco II, había aceptado seguir este plan menos ambicioso al que Francisco y sus asesores, el Concejo Áúlico, habían acordado: Austria libraría una guerra defensiva y mantendría una línea defensiva continua desde la orilla sur del Danubio, a través de los cantones suizos y hacia el norte de Italia. El archiduque se había posicionado en Friedberg durante el invierno, a 4,7 millas (8 km) al este-sureste de Augsburgo. Su ejército se instaló en acantonamientos en los alrededores de Augsburgo, extendiéndose hacia el sur a lo largo del río Lech.
Cuando llegó el invierno en 1799, el 1 de marzo, el general Jean-Baptiste Jourdan y su ejército de 25.000 hombres, el Ejército del Danubio, cruzaron el Rin en Kehl. Con instrucciones de bloquear el acceso de los austríacos a los pasos alpinos suizos, Jourdan planeó aislar a los ejércitos de la Coalición en Alemania de sus aliados en el norte de Italia y evitar que se ayudaran entre sí. El suyo fue un ataque preventivo. Al cruzar el Rin a principios de marzo, Jourdan actuó antes de que los aliados rusos de Austria pudieran reforzar el ejército de Carlos, quienes habían acordado enviar 60.000 soldados experimentados y su comandante más experimentado, el generalísimo Alexander Suvorov. Además, si los franceses tenían paso hacía los interiores de Suiza, no solo podrían evitar que los austríacos transfirieran tropas entre el norte de Italia y el suroeste de Alemania, sino que podrían usar las rutas para mover sus propias fuerzas entre los dos escenarios.
El Ejército del Danubio se encontró con poca resistencia y avanzó a través de la Selva Negra en tres columnas, a través del Höllental (valle de Hölle), de Oberkirch y de Freudenstadt; y finalmente tomó una posición de flanqueo en la orilla norte del lago de Constanza. Jourdan atravesó la llanura del Danubio y tomó posición entre Rottweil y Tuttlingen y finalmente avanzó hacia la ciudad imperial de Pfullendorf en la Alta Suabia.  Al mismo tiempo, el ejército de Suiza, al mando de André Masséna, avanzó hacia los Grisones, con la intención de cortar las líneas de comunicación austriacas y aliviar los pasos montañosos de Luziensteig y Feldkirch. Un tercer ejército de Italia, comandado por Louis Joseph Schérer, ya había avanzado hacia el norte de Italia, para hacer frente a Fernando y los napolitanos.

### Guerra de la Segunda Coalición
Cuando Hotze tomó las armas en contra los franceses en Suiza, el gobierno revolucionario suizo en Berna revocó su ciudadanía suiza. Para los aliados de la Coalición, sin embargo, sus raíces suizas lo hacían un emisario ideal entre Viena y los simpatizantes de la Confederación en Suiza. Trabajó con William Wickham y el coronel Williams, un inglés al servicio de Austria, para establecer la Flotilla Bodensee (lago de Constanza). Como Feldmarschall-leutnant, comandó 15.000 soldados en Vorarlberg contra el ejército francés de Suiza, comandado por André Masséna.  Después de fortificar Feldkirch, arrasó la fortaleza de St. Luzisteig, un paso importante (elevación: 713 metros) en el Cantón de los Grisones que une la Confederación Suiza y Liechtenstein. Luego, al darse cuenta de que el principal ejército francés había cruzado el Rin y se había trasladado al norte del lago de Constanza, reorganizó las defensas de Feldkirch y delegó el mando a Franjo Jelačić, un hábil oficial y comandante. Hotze llevó a 10.000 de los 15.500 soldados designados para la defensa del Vorarlberg hacia el lago de Constanza, con la intención de apoyar el ala izquierda del archiduque Carlos en las batallas de Ostrach y, unos días después, en Stockach. Aunque sus fuerzas no llegaron a tiempo para participar en las batallas, la amenaza de su inminente llegada influyó en la planificación francesa. En su ausencia, los 5.500 hombres de Jelačić, se enfrentaron a 12.000 bajo el mando de los generales de división Jean-Joseph Dessolles y Claude Lecourbe, infligiendo enormes bajas (3000) a los franceses y sufriendo pérdidas mínimas (900).

### Primera Batalla de Zúrich
A mediados de mayo de 1799, los austriacos habían arrebatado a los franceses el control de Suiza cuando las fuerzas de Hotze y del conde Heinrich von Bellegarde los expulsaron de los Grisones; después de empujar a la fuerza de Jean-Baptiste Jourdan, el Ejército del Danubio, de regreso al Rin, la considerable fuerza del Archiduque Carlos —unos 110.000 efectivos— cruzó el Rin y se preparó para unirse con los ejércitos de Hotze y Bellegarde en las llanuras de Zúrich.  El ejército francés de Helvetia y el ejército del Danubio, ahora ambos bajo el mando de Masséna, intentaron evitar esta fusión de las fuerzas austriacas; En una acción preliminar en Winterthur, los austriacos lograron expulsar a las fuerzas francesas de Winterthur, aunque sufrieron muchas bajas.
Una vez que la unión tuvo lugar en los dos primeros días de junio, el archiduque Carlos, apoyado por Hotze, atacaron las posiciones francesas en Zúrich. En la primera batalla de Zúrich, del 4 al 7 de junio de 1799, Hotze comandó todo el ala izquierda del ejército del archiduque Carlos, que incluía 20 batallones de infantería, más artillería de apoyo y 27 escuadrones de caballería, en total eran 19.000 hombres. A pesar de ser herido, permaneció en el campo. Sus tropas no solo hicieron retroceder a los franceses, sino que hostigaron su retirada, obligándolos a cruzar el río Limago, donde tomaron posiciones defensivas.

### Muerte en la Segunda Batalla de Zúrich

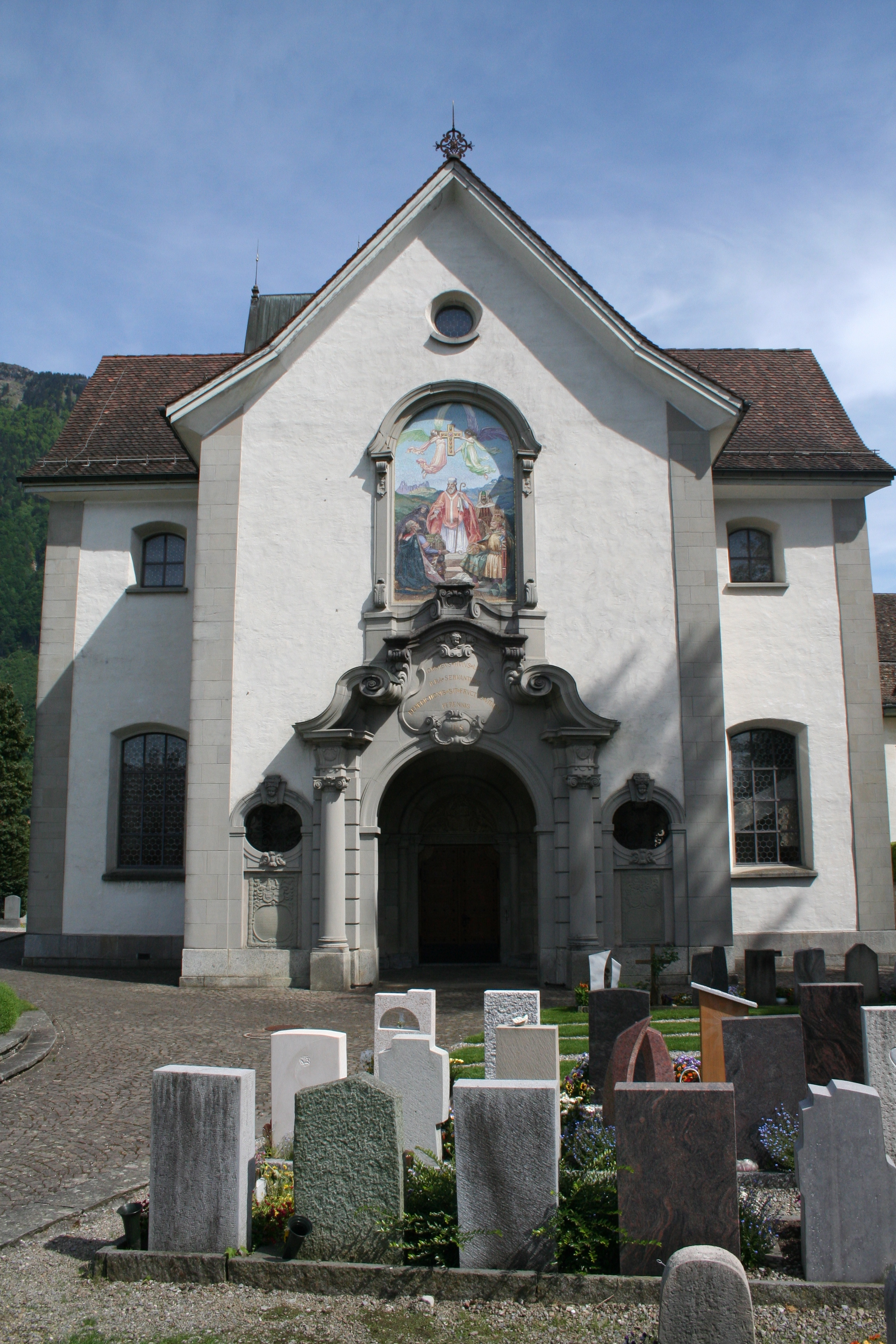
La iglesia del pueblo de Schänis, donde originalmente fue enterrado Hotze.

En agosto de 1799, el archiduque Carlos recibió órdenes de su hermano, el emperador, de retirar el ejército austríaco al otro lado del Rin. A pesar de que Carlos pudo ver que esto no era razonable (Alexander Suvorov aún no había llegado al centro de Suiza, y era una locura pensar que la fuerza de Alexander Korsakov de 30,000 hombres y la de Hotze de 20,000 hombres podrían controlar toda la región hasta la llegada del resto de la fuerza rusa) la orden fue enfática. Carlos demoró la acción tanto como pudo, pero a finales de agosto retiró sus fuerzas a través del Rin y se dirigió hacia Philippsburg. Cuando Suvorov se enteró de esta acción que se escapaba del sentido común militar, se preguntó "el búho [refiriéndose al Emperador] se había vuelto loco o nunca había estado en sus cabales". La orden finalmente se revirtió, pero fue demasiado tarde para que el Archiduque detuviera su retirada.
A diferencia de Korsakov, Hotze tenía un mejor manejo militar y había organizado una defensa competente de la frontera de San Galo, en el flanco izquierdo de Korsakov, pensando, correctamente, que Suvorov estaba en camino y necesitaba a San Galo como un refugio seguro después de su paso a través del Cantón de Schwyz.  En la mañana del 25 de septiembre, Hotze y su jefe de Estado Mayor, el coronel Count von Plunkelt, llevaron a cabo un viaje de reconocimiento cerca de la aldea de Schänis, en el río Linth, a solo 32 kilómetros de Richterswil, la aldea en la que había nacido. En la densa niebla de la mañana, se encontraron con un grupo de exploradores franceses de la 25 semibrigada escondidos detrás de los arbustos. Llamado a rendirse, Hotze dio media vuelta y espoleó a su caballo, Por lo que tanto él como el coronel Plumkelt fueron asesinados por una descarga de mosquetes.  En un principio, Hotze fue trasladado del campo de batalla a la iglesia de Schänis, donde fue enterrado. En 1851, su cuerpo fue trasladado a Bregenz y se estableció un monumento allí.

## Consecuencias de la muerte de Hotze
La ausencia de Hotze se sintió profundamente. A pesar de los desafíos de comunicación entre británicos, austriacos y rusos, así como del error de cálculo británico sobre el tamaño de las tropas, que consistentemente sobrestimaba entre un 10 y un 25 por ciento su número real, además de la escasez de voluntarios suizos y las promesas incumplidas de suministrar mulas de transporte, Suvorov logró organizar una impresionante marcha a través de los Alpes desde el norte de Italia. Contando con Korsakov y sus aliados austriacos para defender Zúrich, sus soldados tomaron el Paso de San Gotardo en una valiente carga de bayoneta, enfrentando dificultades increíbles en los estrechos senderos alpinos. Sin embargo, al llegar el ejército ruso a Schwyz, preparado para descender de las montañas hacia la llanura de Zúrich, descubrieron que el ejército de Masséna ya había derrotado la fuerza incompetente de Korsakov y, en ausencia de Hotze, la división francesa de Jean-de-Dieu Soult había abrumado el flanco austriaco en Schänis y cruzado el Linth sin dificultades Cuando Suvorov finalmente despejó las montañas, se vio obligado a retirarse en otra ardua marcha hacia Vorarlberg, donde su hambriento y maltrecho ejército llegó a fines de octubre. Con la incapacidad de Korsakov para contener a los franceses en Zúrich y la muerte de Hotze en Schänis, la campaña suiza se sumió en un caos absoluto.

### Citas y notas
1. ↑  Establecido durante la reforma escolar de Zwingli en el siglo XVI, el gymnasium brindaba instrucción clásica. También fue uno de los componentes de la Universidad de Zúrich, fundada a mediados del siglo XIX. (en alemán) Universidad de Zurich. Seminario Klassiches-Philologisches. Ab 13 de noviembre de 2009. Consultado el 14 de diciembre de 2009.
2. ↑  Su hermano mayor, el médico Johannes Hotze (1734–1801), estudió medicina en Tubinga y en la Universidad de Leipzig. Johannes Hotze fue uno de los primeros médicos profesionales en ejercer la medicina en el campo de Zúrich. También trató a las personas con trastornos emocionales y ofreció atención médica interna a las mujeres en trabajo de parto. Se casó con Anna Elisabetha Pfenninger. (en alemán) Christoph Mörgeli. Hotz (Hotze), Johannes. Historisches Lexikon der Schweiz. Edición del 29 de octubre de 2007. Consultado el 18 de octubre de 2009.
3. ↑  (En alemán) Jens-Florian Ebert. Friedrich, Freiherr von Hotze. Die Österreichischen Generäle 1792–1815. Napoleon-online (Versión alemana).consultado el 15 de Octubre de 2009; (en alemán) Katja Hürlimann. Johann Konrad (Friedrich von Hotze) Archived 2017-12-01 at the Wayback Machine. Historisches Lexikon der Schweiz, 15 January 2008 edition.
4. 1 2 3 4 5   Ebert. Freiherr von Hotze.
5. ↑  Joseph Lins. "Saint Petersburg." The Catholic Encyclopedia. Vol. 13. New York: Robert Appleton Company, 1912. Accessed 17 October 2009.
6. ↑  Timothy Blanning. The French Revolutionary Wars. New York: Oxford University Press, 1996, ISBN 0-340-56911-5, pp. 41–59.
7. ↑  Blanning, pp. 44–59.
8. ↑  Kudrna, Leopold. «A Biographical Dictionary of all Austrian Generals during the French Revolutionary and Napoleonic Wars». Consultado el 6 de febrero de 2014.;
Kudrna, Leopold. «Esterházy de Galántha, (Paul) Anton II. Anselm Fürst». Consultado el 6 de febrero de 2014.
9. 1 2  Ebert. Freiherr von Hotze; Hürlimann, Historisches Lexikon der Schweiz.
10. ↑  Smith. "Neresheim." Data Book..
11. ↑  Rickard, John. Battle of Neresheim, 11 August 1796. History of War,  Peter Antill, Tristan Dugdale-Pointon, and John Rickard, editors. Accessed 14 February 2009.
12. ↑  Blanning, pp. 41–59.
13. ↑  Blanning, pp. 230–232.
14. ↑  John Gallagher. Napoleon's enfant terrible: General Dominique Vandamme, Tulsa: University of Oklahoma Press, 2008, ISBN 978-0-8061-3875-6, p. 70.
15. ↑  Blanning, p. 232; Rothenberg, Gunther E. (2007). Napoleon's Great Adversaries: Archduke Charles and the Austrian Army 1792–1914. Stroud, Gloucestershire: Spellmount. p. 74. ISBN 978-1-86227-383-2.; Ramsey Weston Phipps. The Armies of the First French Republic, volume 5: The armies of the Rhine in Switzerland, Holland, Italy, Egypt and the coup d'etat of Brumaire, 1797-1799, Oxford: Oxford University Press, 1939, pp. 49–50.
16. ↑  John Young, D.D. A History of the Commencement, Progress, and Termination of the Late War between Great Britain and France which continued from the first day of February 1793 to the first of October 1801, in two volumes.  Edinburg: Turnbull, 1802, vol. 2, p. 220.
17. ↑  Rothenberg, pp. 70–74.
18. ↑  Rothenberg, pp. 49–50.
19. ↑  Blanning, p. 232.
20. ↑  David Hollins. Austrian Commanders of the Napoleonic Wars, 1792–1815. London: Osprey, 2004, pp. 18–19.
21. ↑  Ramsey Weston Phipps. The Armies of the First French Republic, volume 5: "The armies of the Rhine in Switzerland, Holland, Italy, Egypt and the coup d'etat of Brumaire, 1797–1799." Oxford: Oxford University Press, 1939, pp. 49–50.
22. ↑  The third action at Feldkirch, 23 March 1799. Digby Smith. The Napoleonic Wars Data Book. London: Greenhill, 1998. ISBN 1-85367-276-9 pp. 147–148.
23. ↑  Lawrence Shadwell. Mountain warfare illustrated by the campaign of 1799 in Switzerland : being a translation of the Swiss narrative, compiled from the works of the Archduke Charles, Jomini, and other...London: Henry S. King, 1875, p. 110; Blanning,  p. 233.
24. ↑  Blanning, p. 252.
25. ↑  Blanning, pp. 253–53.
26. ↑  Philip Longworth. The art of victory: the life and achievements of Generalissimo Suvarov. London: Constable, 1965 ISBN 978-0-09-451170-5. p. 270.
27. ↑  Blanning, p. 253.
28. ↑  Blanning, p. 254; Longworth, pp. 269–271.
29. ↑  Shadwell Mountain Warfare p.207
30. ↑  Blanning, p. 254.
31. ↑  Blanning, p. 254; Young, D.D. vol. 2, pp. 220–228.